# Anna Röschová
Anna Röschová (* 26. května 1951 Strakonice) je bývalá česká politička, v 90. letech 20. století poslankyně České národní rady a Poslanecké sněmovny za Občanské fórum, později za ODS a Unii svobody.

## Biografie
V roce 1978 dostudovala Právnickou fakultu Univerzity Karlovy. Do roku 1990 působila jako státní notářka.
V únoru 1990 se stala poslankyní České národní rady v rámci procesu kooptací do ČNR. Mandát pak krátce poté obhájila v řádných volbách v roce 1990 za Občanské fórum. Na ustavující schůzi ČNR v červnu 1990 se stala předsedkyní mandátového a imunitního výboru. Opětovně byla do České národní rady zvolena ve volbách v roce 1992, nyní již za ODS (volební obvod Západočeský kraj). Zasedala v ústavněprávním výboru.
Od vzniku samostatné České republiky v lednu 1993 byla ČNR transformována na Poslaneckou sněmovnu Parlamentu České republiky. Zde mandát obhájila v sněmovních volbách v roce 1996. V lednu 1998 přestoupila do poslaneckého klubu nově utvořené Unie svobody. V letech 1992-1996 byla členkou a místopředsedkyní ústavněprávního výboru, zároveň byla členkou výboru mandátového a imunitního a v letech 1995-1996 i výboru organizačního. V letech 1996-1998 zastávala pozici předsedkyně výboru mandátového a imunitního a členky ústavněprávního výboru. V roce 1995 podala rezignaci na předsednictví mandátového a imunitního výboru poté, co se stala aktérkou kauzy, kdy po dopravní nehodě odmítla dechovou zkoušku s odvoláním na poslaneckou imunitu. Později to hodnotila jako politickou chybu, ačkoliv právně prý neudělala nic nepatřičného.
V roce 1993 se podílela na iniciativě vedoucí k založení Fakulty právnické Západočeské univerzity v Plzni.
Do rozkolu v ODS na přelomu let 1997-1998 byla předsedkyní krajské organizace ODS v Západočeském kraji. Po přestupu do Unie svobody se angažovala v této straně, ale ve sněmovních volbách v roce 1998 nekandidovala s odkazem na to, že je „stará struktura.“ Byla ovšem nadále členkou Republikového výboru Unie svobody.
V komunálních volbách v roce 2006 jako bezpartijní neúspěšně kandidovala do zastupitelstva městské části Plzeň 1. Profesně uváděna jako notářka. V sněmovních volbách v roce 2010 se pokusila o návrat do vrcholové politiky, když kandidovala do sněmovny jako bezpartijní za TOP 09. Nebyla ale zvolena.
Aktuálně vyučuje právo v rámci základů společenských věd na Gymnáziu Františka Křižíka v Plzni.